# Червонец охим
Червонец охим (лат. Lycaena ochimus) — дневная бабочка из семейства голубянок.

## Этимология названия
Охим (др.-греч. Ὄχιμος) — персонаж древнегреческой мифологии. Старший из семи сыновей Гелиоса и Роды.

## Описание
Верхняя сторона крыльев оранжевая. На нижней стороне крылья с чёрными точками на оранжевом фоне. Нижняя сторона передних крыльев светлая с расположенными рядами чёрных пятен у края крыла. Нижняя сторона задних крыльев бурого цвета с серым налетом и красно-желтой каймой.
Голова с голыми глазами (без волосков). Усики с веретеновидной булавой. Центральные ячейки верхних и нижних крыльев замкнуты. Жилка R1 не ветвится; жилки R2 и R3 сливаются в одну, R4 и R5 имеют общий ствол. К костальному краю переднего крыла выходят все пять жилок (или R5 выходит почти на вершину). Внешний край передних крыльев прямой или округлый, задние крылья с волнистым краем у заднего угла.
Характерен сильно выраженный половой диморфизм (самки с чёрными точками на верхней стороне крыльев).

## Ареал
Встречается в горных районах Закавказья, в Малой Азии, Северный Иран.

## Биология
Населяет засушливые горные склоны покрытые трагакантниками и акантолимонами. В Грузии встречается на высотах от 900 до 1300 метров над уровнем моря. В Талыше встречается на высотах от 1300 до 1600 метров над уровнем моря. Развивается в 2 поколениях в год. Время лёта с мая по октябрь. Бабочки питаются нектаром мяты, синеголовника и гелиотропа. Кормовые растения гусениц неизвестны.